# Madagascarchaea namoroka
Espèce
Synonymes
- Eriauchenius namoroka Wood, 2008

Madagascarchaea namoroka est une espèce d'araignées aranéomorphes de la famille des Archaeidae.

## Distribution
Cette espèce est endémique de la région de Boeny à Madagascar,. Elle se rencontre dans le parc national du Tsingy de Namoroka.

## Description
Le mâle holotype mesure 2,10 mm et la femelle paratype 2,67 mm.

## Étymologie
Son nom d'espèce lui a été donné en référence au lieu de sa découverte, le parc national du Tsingy de Namoroka.

## Publication originale
- Wood, 2008 : A revision of the assassin spiders of the Eriauchenius gracilicollis group, a clade of spiders endemic to Madagascar (Araneae: Archaeidae). Zoological Journal of the Linnean Society, vol. 152, p. 255-296.